# Mozirje
Mozirje là một khu tự quản (tiếng Slovenia: občine, số ít – občina) trong vùng Savinjska của Slovenia. Mozirje có diện tích 53.5 km2, dân số là theo điều tra ngày 31 tháng 3 năm 2002 là 3946 người. Thủ phủ khu tự quản Mozirje đóng tại Mozirje.